# Carrer Centre (la Garriga)
El Carrer Centre és una via pública del municipi de la Garriga (Vallès Oriental). Els conjunt d'edificis entre el número 1 i el 35 estan inclosos en l'Inventari del Patrimoni Arquitectònic de Catalunya.

## Història
És un dels carrers més antics de La Garriga. Va des de la plaça de l'església fins a la cruïlla amb el carrer Samalús. Coincideix aproximadament amb el traçat de l'antiga via romana que travessava la població de nord a sud.
Les cases més velles que hi ha a costat i costat del carrer del Centre són del segle xvi. Can Ferrandis, Can Surell, Ca n'Aymerich i Can Serratacó són clars exponents de l'arquitectura popular dels segles xvi i xvii.